# ライジング・ドラゴン
『ライジング・ドラゴン』（原題：十二生肖、英題: Chinese Zodiac）は、2012年に公開されたジャッキー・チェン主演の香港・中国合作映画。

## 概要
『サンダーアーム/龍兄虎弟』『プロジェクト・イーグル』に続き、ジャッキーがトレジャーハンターの「アジアの鷹」に扮し、国外へ持ち出された中国・清時代の12の秘宝を収集するため世界を股にかけて活躍する姿を描く。また、ジャッキーは「体を張った本格アクションからは今作限りで引退」と宣言した。
ジャッキーは本作の3年前に痛めた肩に今でも痛みが走る時もあり、撮影で落下して腰を打った。インタビューで「大したアクションではない時に怪我することが多い。ラッキーだったと思う。そうでなければ腰が折れていた。もし腰が酷いことになれば、この後ずっと車椅子生活になってしまった」と話した。

## ストーリー
19世紀におけるイギリス軍やフランス軍の中国侵攻により、清朝時代の国宝が国外へと持ち出されて行った。その中で「十二生肖」と呼ばれる十二支にまつわる動物頭部のブロンズ像も、人から人へと渡り世界各地へと散っていった。時は現代となり、アンティーク・ディーラーのマックス・プロフィット社は行方不明の頭部を求め、世界を股にかけ「アジアの鷹」と呼ばれるトレジャー・ハンターのJC（ジャッキー・チェン）を雇う。JCが結成した特殊チームは、「十二生肖」の頭部を求めてパリ、南太平洋、中国など、世界各国を駆け巡り、レプリカとすり替えながら本物を手に入れて行く。しかしJCやアンティーク・ディーラーの狙いは必ずしも国宝奪還だけではなかった。

## キャスト
| 役名         | 俳優                         | 日本語版     |
| ------------ | ---------------------------- | ------------ |
| JC           | ジャッキー・チェン           | 石丸博也     |
| ココ         | ヤオ・シントン               | 園崎未恵     |
| サイモン     | クォン・サンウ               | 真殿光昭     |
| ボニー       | ジャン・ランシン             | 本多真梨子   |
| デビッド     | リアオ・ファン               | 高橋広樹     |
| キャサリン   | ローラ・ワイスベッカー       | 魏涼子       |
| ハゲタカ     | アラー・サフィ               | 家中宏       |
| ケイティ     | ケイトリン・デシェル         | 堀川千華     |
| ローレンス   | オリヴァー・プラット         | 島香裕       |
| マイケル     | ヴィンセント・ツェ           | 江川大輔     |
| ウー・チン   | チェン・ボーリン             | 勝杏里       |
| ピエール     | ロザリオ・アメデオ           | ふくまつ進紗 |
| 海賊の頭     | ケン・ロー                   | 中西としはる |
| デビッドの妻 | スー・チー（カメオ出演）     |              |
| 病院の医師   | ダニエル・ウー（カメオ出演） |              |
| JCの妻       | ジョアン・リン（カメオ出演） | タナカサキコ |

## スタッフ
- 監督・脚本・製作総指揮：ジャッキー・チェン
- 製作総指揮：スタンリー・トン、バービー・タン
- 脚本：スタンリー・トン、エドワード・タン、フランキー・チャン
- 撮影：ン・マンチン
- 編集：ヤウ・チーワイ
- 音楽：ネイザン・ウォン
- 美術：オリヴァー・ウォン
- イメージ美術：トーマス・チョン・チーリョン
- 主題曲：「妙手空空」ジャッキー・チェン、エミール・チョウ、張震岳